# Joseph Gatt

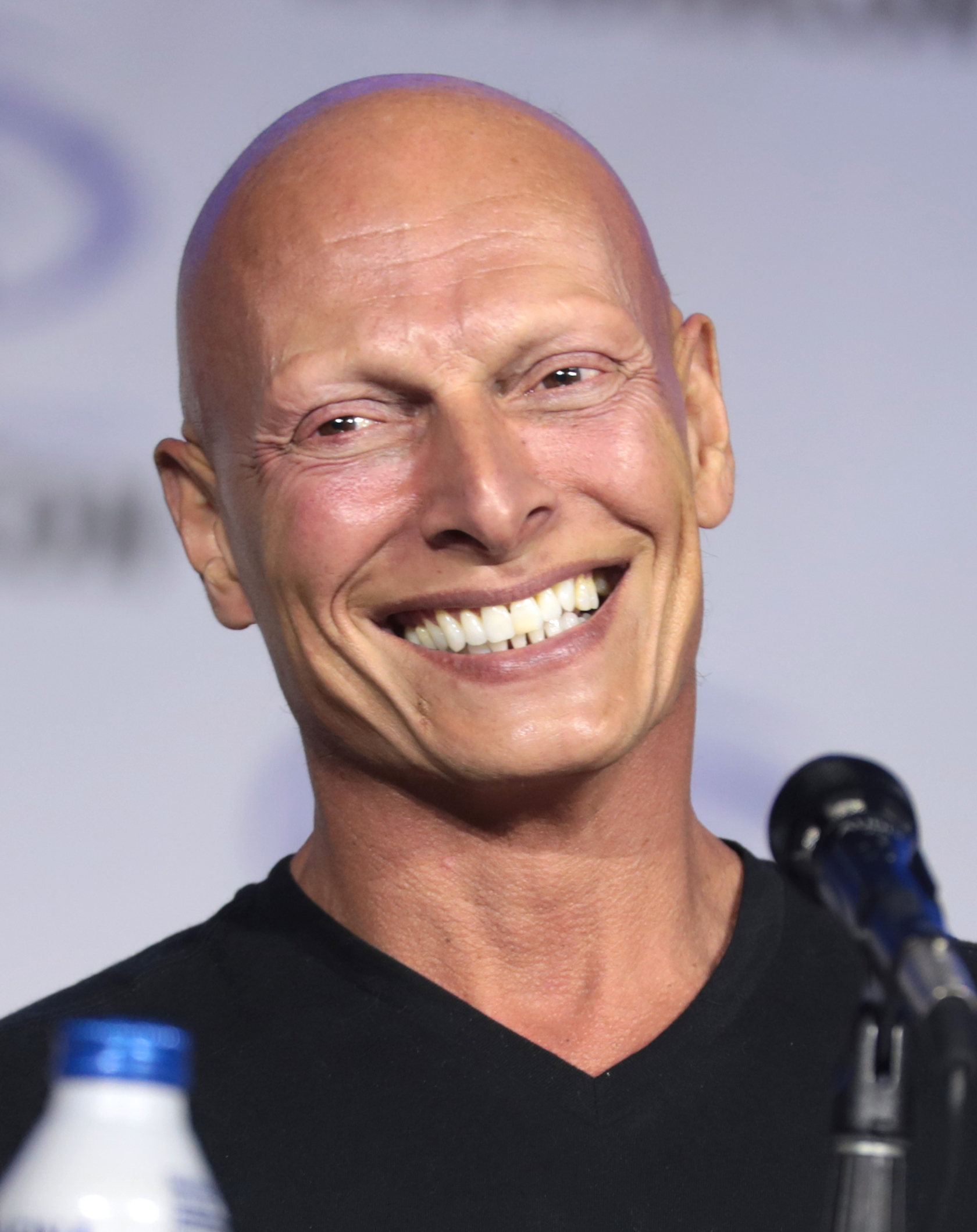
Joseph Gatt (2022)

Joseph Gatt (* 3. Dezember 1974 in Notting Hill, London) ist ein britischer Schauspieler.

## Leben und Karriere
Joseph Gatt wurde als Sohn maltesischer Eltern in der britischen Hauptstadt London geboren. In seiner Jugend träumte er davon, der Royal Air Force beizutreten, was ihm allerdings aufgrund einer Farbenblindheit versagt blieb. Seit seinem vierzehnten Lebensjahr leidet Gatt an Alopecia areata, wodurch er sämtliche Haare verlor. Heute lebt er in Los Angeles.
Seine Schauspielausbildung begann Gatt an der Sylvia Young Theatre School und besuchte später die Mountview Academy of Theatre Arts, von welcher er mit einem Bachelor-Abschluss graduierte. Seinen ersten Filmauftritt hatte Gatt 1999 in Plunkett & Macleane – Gegen Tod und Teufel. Es folgten Filmauftritte in Pulse – Du bist tot, bevor Du stirbst, Killing Ariel, Thor oder Star Trek Into Darkness
Gatt leiht häufig Charakteren aus Videospielen seine Stimme, etwa in The Elder Scrolls V: Skyrim, Star Wars: The Old Republic, Metal Gear Solid 4: Guns of the Patriots und in der God-of-War-Spielreihe.
Gatt tritt ebenfalls häufig im Fernsehen auf. Neben Gastauftritten wie in The Bill, Being April und Breaking In, spielte er auch wiederkehrende Rollen, etwa in Banshee – Small Town. Big Secrets., Game of Thrones, The 100 oder Z Nation.

## Filmografie (Auswahl)
- 1999: Plunkett & Macleane – Gegen Tod und Teufel (Plunkett & Maclane)
- 1999: The Bill (Fernsehserie, Episode 15x19)
- 2000: Orpheus & Eurydice
- 2002: Being April (Fernsehserie, Episode 1x03)
- 2006: Saurian (Fernsehfilm)
- 2006: Pulse – Du bist tot, bevor Du stirbst (Pulse)
- 2008: Killing Ariel
- 2008: The Dark Path Chronicles (Fernsehserie, 7 Episoden)
- 2011: Thor
- 2011: Easy to Assemble (Fernsehserie, 3 Episoden)
- 2011: I Am Singh
- 2011: Chuck (Fernsehserie, Episode 5x06)
- 2012: Breaking In (Fernsehserie, Episode 2x13)
- 2013: Star Trek Into Darkness
- 2013: Agent 88 (Fernsehfilm)
- 2013–2014: Banshee – Small Town. Big Secrets. (Banshee, Fernsehserie, 5 Episoden)
- 2014: Game of Thrones (Fernsehserie, 3 Episoden)
- 2014: Teen Wolf (Fernsehserie, 3 Episoden)
- 2014: The 100 (Fernsehserie, 3 Episoden)
- 2015: Ray Donovan (Fernsehserie, Episode 3x02)
- 2015: True Detective (Fernsehserie, Episode 2x06)
- 2015: Das Echelon-Desaster (Stormageddon, Fernsehfilm)
- 2016: From Dusk Till Dawn: The Series (Fernsehserie, Episode 3x01)
- 2016: Stan Lee’s Lucky Man (Fernsehserie, 7 Episoden)
- 2016: Z Nation (Fernsehserie, 6 Episoden)
- 2017: Finding Eden
- 2017: The Most Dangerous Game
- 2019: Dumbo
- 2019: Navy CIS: New Orleans (NCIS: New Orleans, Fernsehserie, 2 Episoden)
- 2021: The Retaliators
- 2022: Black Adam
- 2022: Titanic 666